# Vicente Vieira da Mota
Vicente Vieira da Mota (Freguesia de São Nicolau, Porto, 1733 ou 1735 - Moçambique, 1798) foi um inconfidente que veio jovem para o Brasil, onde era Capitão da Companhia de Ordenanças de Minas Novas e guarda-livros do comerciante João Rodrigues de Macedo, em Vila Rica.